# Англо-русская конвенция (1825)
Англо-русская конвенция 1825 года — конвенция между Россией и Великобританией о разграничении их владений в Северной Америке (в Британской Колумбии).
Вследствие конвенций с Соединенными Штатами, от 1824 года, и с Англией, от 1825 года, иностранцам был вновь открыт доступ в Российско-американские владения.

## Условия соглашения
1. Устанавливалась пограничная черта, отделяющая владения Британии от русских владений на западном побережье Северной Америки, примыкающем к Аляске так, что граница проходила на всем протяжении береговой полосы, принадлежащей России, от 54° с. ш. до 60° с. ш. по вершинам гор Берегового хребта, но не далее 10 морских миль от кромки океана, учитывая все изгибы побережья. Таким образом, линия русско-британской границы в этом месте не проходила по естественным преградам и не была прямой (как это было с линией границы Аляски и тогдашних Северо-Западных территорий).
2. Разграничительная конвенция, наряду с территориально-пограничными вопросами, включала, как это было и в других британских международно-правовых актах с Россией, и вопросы чисто экономические:
- Определялись правила русско-английской торговли в Северной Америке.
- Устанавливались правила судоходства у русско-американского побережья, в русских территориальных водах для английских судов, получавших такие же льготы, как и русские судовладельцы.
- Определялись правила рыбных промыслов для русских и британских подданных в русских прибрежных районах Аляски и североамериканского Западного побережья, в водах русских колоний и на Алеутах[2].